# ユニオン駅 (ノーサンプトン)
ユニオン駅（英語：Union station）はアメリカ合衆国マサチューセッツ州ノーサンプトン プレザント・ストリート170にある駅。 全米各地を結ぶ旅客鉄道のアムトラックが乗り入れている。

## 概要
アムトラックバーモンター号は2014年12月29日にノーサンプトンが停車駅となった。駅は、一時的な木製のプラットホームで仮設され、後でコンクリートプラットホームに作り変えられる。ユニオン駅の駅舎は、1960年代から旅客サービスに利用されておらず、現在は商業施設が入居している。
アムトラックの全国ネットワークへのノーサンプトンの停車駅追加は、スプリングフィールドとバーモント州との州境のちょうど南に位置するイーストノースフィールドの間の約79キロの間コネチカット川と平行しているマサチューセッツ州内のコネチカット・リバー線の路線改良によって可能となった。かつてアムトラックのワシントンとモントリオール間を運行していたモントリオーラー号は、1972年から1987年の間にこの路線で運行されていたが、後に軌道条件が悪化したため東を通る路線に変更された。その時、ノーザンプトンを経由しなくなり、アマーストが停車駅に追加された。コネチカット・リバー線の路線改良工事は、連邦鉄道局の高速都市間旅客鉄道プログラムの補助金約7,300万ドル、州の資金で4,000万ドルで可能となった。2014年の晩夏、マサチューセッツ州は当路線を購入する意向を発表した。
工事は、まくらぎの交換、より滑らかな乗り心地のためのロングレールのへの更換、レールの通り修正、信号および通信システムとスイッチの改善が施工された。州、自治体、アムトラックはこの事業によりバーモンター号全体の所要時間が約25分短縮され列車の定時性が向上すると考えている。

## 利用可能な鉄道路線／列車
アムトラックの停車する列車は下記の通り。
セントオールバンズとワシントン間の昼行長距離列車バーモンター号…1日1往復停車

## バス
当駅から乗車できるバスは以下の通り。
中長距離バス
ピーターパン・バスラインズ
路線バス
パイオニア・バレー交通局 (PVTA) …41系統 、42系統 、48系統 